# Загородное (Черняховский район)
Загородное (до 1946 — Нойендорф (нем. Neuendorf)) — посёлок в Черняховском районе Калининградской области. Входил в состав Черняховского городского поселения.

## История
Населённый пункт основан в 1613 году. Относился к исторической области Надровия. Назывался Нойендорф до 1938.
По итогам Второй мировой войны с 1945 года в составе РСФСР/СССР, затем России.
С 1946 года носит название Загородное.

## Население
| 1910 | 1933 | 1939 | 2002 | 2010 |
| ---- | ---- | ---- | ---- | ---- |
| 231  | ↗377 | ↘358 | ↘42  | ↘38  |